# Thomas F. Wilson
Thomas Francis Wilson, Jr. (Filadélfia, 15 de abril de 1959) é um ator, dublador, escritor, músico e pintor americano. É conhecido por interpretar os vilões Biff Tannen, Griff Tannen e Buford "Cachorro Louco" Tannen na trilogia Back to the Future, bem como o técnico Ben Fredricks na série Freaks and Geeks e dublar vários personagens no desenho Bob Esponja Calça Quadrada desde 2001.

## Filmografia
- 2006 – Zoom
- 2018 – 2019: DC's Legends of Tomorrow